# Кемадо-де-Гуинес
Кемадо-де-Гуинес (испанское произношение: [keˈmaðo ðe ˈɣwines]) — муниципалитет и город в провинции Вилья-Клара на Кубе. Муниципалитет был основан в 1667 году.

## География
Муниципалитет разделен на города Кагуагуас, Карахатас, Гуинес, Пасо Кавадо, Побладо, Сан-Валентин и Хосе Р. Рикельме.
Он граничит с муниципалитетами Корралильо на западе, Сагуа-ла-Гранде на востоке и Санто-Доминго на юге.

## Демография
В 2004 году население Кемадо-де-Гуинес составляло 22,590 человека. При общей площади 338 км 2 плотность населения составляет 66,8/км 2.

## Известные люди
- Освальдо Фаррес — композитор